# Mega Image
Mega Image este un lanț de supermarketuri și magazine de proximitate din România, fondat în București în 1995.

## Istoric
În anul 2000, Mega Image a fost cumpărată de grupul belgian Delhaize Group.
În anul 2008, Mega Image a achiziționat cele 14 magazine La Fourmi, pentru suma de 18,6 milioane euro.
Fostele supermarketuri La Fourmi sunt situate în București și au fost transformate în Mega Image până la finalul lui 2009.
În iulie 2009, grupul Delhaize, proprietarul Mega Image, a achiziționat cele patru supermarketuri Prodas din București.
În martie 2011, Mega Image a mai deschis două noi magazine, unul în București, iar al doilea în Comarnic.
În aprilie 2013, Mega Image a fost cel mai mare lanț de supermarketuri din România, cu o rețea care cuprindea 209 magazine în București, Constanța, Ploiești, Pitești, Brașov, Târgoviște și alte orașe, sub mărcile Mega Image (139) și Shop&Go (70).
Exista și în Buzău, Bd. Unirii 301A, Galleria Buzău din 2018 până în 2024.

## Statistici

### Numărul de angajați
- 2007: 1.200 [2]
- 2012: 5.700 [6]
- 2014: 8.000
- 2021: 9.000

### Cifra de afaceri
- 2007: 100 milioane euro [7]
- 2010: 210 milioane euro [8]
- 2011: 283 milioane euro [9]
- 2012: 394 milioane euro [6]

### Numărul de magazine
| Anul           | 2006 | 2007 | 2008 | 2009 | 2010 | 2011 | 2012 | 2013 | 2014 | 2024 |
| -------------- | ---- | ---- | ---- | ---- | ---- | ---- | ---- | ---- | ---- | ---- |
| număr magazine | 18   | 22   | 40   | 51   | 72   | 105  | 133  | 249  | 410  | 979  |